# Aristolochia monticola
Aristolochia monticola es una especie de planta herbácea perteneciente a la familia Aristolochiaceae.

## Características
Son plantas trepadoras herbáceas, de hojas alargadas y puntiagudas. Las flores son grandes y en forma de embudo doblado. Los frutos son cápsulas aladas.

## Distribución y hábitat
Origen desconocido. Habita en climas semisecos y muy secos, entre los 10 y los 1500 m s. n. m. Asociada al bosque tropical caducifolio, matorral xerófilo y bosques de encino y de pino.

## Propiedades
En Baja California Sur se le emplea principalmente para tratar los trastornos digestivos, como dolor de estómago (con diarrea), bilis derramada ("cuando se hace un coraje muy fuerte y amanece con la boca amarga") o contra los parásitos intestinales. También contra la diabetes y para curar los ojos enfermos y legañosos.
El tratamiento generalmente incluye la raíz hervida y el líquido resultante se bebe en ayunas, o se emplea para hacer lavados; contra los parásitos se hierve una ramita de la raíz del indio y raíz de estafiate (Artemisia ludoviciana subsp. mexicana) para tomarse en ayunas

## Taxonomía
Aristolochia monticola fue descrita por Townshend Stith Brandegee   y publicado en University of California Publications in Botany 6: 357. 1916.
Etimología
Aristolochia: nombre genérico que deriva de las palabras griegas aristos ( άριστος ) = "que es útil" y locheia ( λοχεία ) = "nacimiento", por su antiguo uso como ayuda en los partos.  Sin embargo, según Cicerón, la planta lleva el nombre de un tal "Aristolochos", que a partir de un sueño, había aprendido a utilizarla como un antídoto para las mordeduras de serpiente.

La aristoloquia se llamó ansí por parecer que a las mujeres socorría en el parto........La redonda tiene virtud contra todas las otras ponzoñas; mas la luenga resiste el daño de las serpientes y de cualquier veneno mortífero si se bebe una dracma della con vino y se aplica también por de fuera. Bebida con pimienta y con mirra expele el menstruo, las pares y la criatura del vientre; y lo mismo hace metida en la natura de la mujer. Pedacio Dioscórides Anazarbeo, acerca de la Materia Medicinal y de los venenos mortíferos. Andrés Laguna. 1566, Salamanca.

monticola:, epíteto latino que significa "habitante del monte".

## Nombre común
- Castellano:Hierba del indio